# Cytus
『Cytus』（サイタス）は、台湾のゲームソフト開発会社Rayarkが開発・発売した音楽ゲーム。2012年1月7日にiOS版が配信開始され、その後、同年4月4日にはAndroid版が、2013年1月4日にはauスマートパス版が配信された。
本稿では、本作のPlayStation Mobile版『Cytus Lambda』（サイタス ラムダ）、日本でカプコンと共同開発していたものの開発中止となったアーケードゲーム版『Cytus Ω』（サイタス オメガ）、Nintendo Switch版『Cytus α』（サイタス アルファ）についても記述する。

## 概要
2011年9月に設立されたRayarkの初リリース作品。SF的な世界観の中で硬派な物語が展開される。作品の構想はRayarkの創設者でもあるプロデューサーのMing Yang（ミン・ヤン）によるもので、ゲームのプロトタイプはおよそ2週間で制作された。
App Storeの説明文によれば、Cytusは日本・オランダ・台湾・韓国・タイ・香港・マカオ・中国・シンガポールのApp Storeにて1位を獲得した。
2018年1月17日には、本作の続編となる『Cytus II』のiOS版がリリースされた。

## 仕様
以下の記述は全て2016年11月現在のものである。
iOS版
2012年1月4日リリース。現在のバージョンは10.0.0。ナンバリングされているチャプターとChapter S・K・Mは初めから開いている。その他のチャプターはチャプター毎に課金により解禁可能。
Android版
2012年4月4日リリース。現在のバージョンは10.0.6。基本無料だが、楽曲プレイまでの待ち時間があるなど制約がある。課金によって制約は解除できる。初期から無料解放してあるチャプターはiOS版と同じ。その他はチャプター毎に解禁可能。
(2024年5月30日現在、楽曲プレイの待ち時間などの制約は確認されない)
auスマートパス版

## ルール
- プレイヤーは、音楽に合わせて上下する「アクティブスキャンライン」(以降「ライン」）に、「ノート」と呼ばれるオブジェクトが重なった時に適当な対応をしていく。ノーツの種類は以下の3種類。
  - Click…1個の円形のオブジェクトからなるノート。ラインと重なった時にタップする。
  - Hold…円形のオブジェクトに直線が伸びたノート。ラインと円形のオブジェクトが重なった時から直線の終わりまでオブジェクトをタップし続ける。
  - Drag…円形のオブジェクトが連なったノート群。ラインの動きに合わせてノートの上をスライドする。
- ノートは、上から下にラインが降りるときに使うものは黄色と緑色を、下から上に昇ってくるときに使うものは青色と紫色をしている。
- ノート判定は、良い順に「PERFECT」「GOOD」「BAD」「MISS!」。「BAD」以上で得点が入る。「GOOD」以上を取るとコンボが続き、ノート毎の得点の上昇も大きくなる。また「PERFECT」の判定も、正確なタイミングのときは虹色の、少しずれたときは黒色のエフェクトがかかる。これは後述する「TP」に関係する。
- 各楽曲ごとに満点は100万点。満点のときのランクは「Milion Master」となり、～95万点が「S」、～90万点が「A」、以後10万点下がるごとに「B」「C」となり、70万点以下は「Fail」となりクリア失敗の扱いになる。
- Cytusにはスコア以外にも「TP（Technical Point）」という採点方式がある。こちらはノートを取った精度を見ており、スコアとは基準が異なる。また、こちらはコンボ数に影響されない。0.01刻みで測定され、最高は100。先述した2種類の「PERFECT」は、得点は同じだが、TPが虹色のエフェクトのほうが高く得られる。
- 難易度は「EASY」と「HARD」の2種類。レベルはどちらも1から9までの9段階に分かれている。
- プレイヤーは楽曲開始前に、ノートの出現方法を次の3種類から選べる。
  - Default…ノートが徐々に浮き出て来て、タップするときに最大になるような方法。初期状態はこの方法になっている。
  - Grouped…次にタップすべき半往復分のノートが、ラインが折り返したときにまとめて最大の大きさになる方法。
  - None…出現し始めたときから常に色づいていて最大の大きさであり、ラインが折り返したときに色が濃くなる方法。
- また、プレイヤーは開始前にタップ音をつけることができる。これをオンにすると、ノートをタップなどしたときにタンバリンのような音が鳴るようになる。ただし、Android端末でプレイする場合タップ音は鳴らず、代わりに判定時にバイブレートする仕様になっている。

## ストーリー
遠い未来。人類に代わってロボットが世界の中心を担うようになった世界。
人類は決して滅亡したわけではなかったものの、その機能はほとんど失ってしまった。ロボットは、かつての人間たちの魂の名残なのである。人間がロボットに記憶を転送させるプログラムを作ったことによって、彼らは人間の記憶や感情を知ることができたのだった。
しかし、記憶を保存できる場所は限られており、新しい記憶が入れば古い記憶はいずれ消えていってしまう。そこで、ロボットたちは人間の感情を音楽に変換し、Cytusという場所に保管することにした。そうすることで、彼らは人間の魂の存在を確認し、彼ら自身が本当の魂を持つことができる日を夢見ているのだ。
このゲームでプレイできる楽曲は、すべて「Cytus」に保存されているものという設定である。

## チャプター
Cytusには、2017年6月時点で19のチャプターがあり、それぞれの中に10曲から13曲の楽曲が収録されている。
リリース当初は楽曲をプレイするたびに新たな曲が解禁される仕組みだったが、バージョン2.0.0のアップデートと共にチャプター制に変更された。その際、既存の曲はChapter IとChapter IIに割り振られた。
各チャプターには、通常に収録されている曲と、ある特定の操作をすることで現れる隠し曲、そしてチャプター選択画面のクリア楽曲数が表示された部分をタップすることで現れるタイトル曲がある。
- Chapter I OPERATORS
  - リリース当初からある楽曲によるチャプター。通常楽曲10曲+隠し曲1曲+タイトル曲の全12曲。
- Chapter II DISASTER
  - リリース当初からある楽曲によるチャプター。通常楽曲8曲+隠し曲3曲+タイトル曲の全12曲。
- Chapter III CYTUS
  - バージョン2.0.0から解禁されたチャプター。通常楽曲9曲+隠し曲1曲+タイトル曲の全11曲。
- Chapter IV THE SILENCE
  - バージョン3.0.0から無料で解禁されたチャプター。通常楽曲10曲+タイトル曲の全11曲。
- Chapter V VANESSA
  - バージョン3.0.0から有料で、バージョン4.0.3から無料で解禁されたチャプター。通常楽曲10曲+タイトル曲の全11曲。
- Chapter VI THE LOST
  - バージョン3.0.0から有料で、バージョン4.5.0から無料で解禁されたチャプター。通常楽曲10曲+タイトル曲の全11曲。
- Chapter VII LOOM
  - バージョン4.0.3から有料で、バージョン5.0.0から無料で解禁されたチャプター。通常楽曲10曲+隠し曲2曲+タイトル曲の全13曲。
- Chapter VIII ANOTHER ME
  - バージョン4.0.3から有料で、バージョン6.0.0から無料解禁されたチャプター。通常楽曲10曲+隠し曲2曲+タイトル曲の全13曲。
- Chapter IX BURIED
  - バージョン5.0.0から有料で、バージョン6.1.0から無料で解禁されたチャプター。通常楽曲10曲+隠し曲1曲+タイトル曲の全12曲。
- Chapter X THE NEW WORLD
  - バージョン5.0.0から有料で、バージョン7.0.0から無料で解禁されたチャプター。通常楽曲10曲+タイトル曲の全11曲。バージョン10.0.0で裏譜面が1つ追加された。
- Chapter 0 PROLOGUE
  - バージョン6.1.0から有料で解禁されたチャプター。元々はCytus Lambdaのみに収録されていた。通常楽曲のみの全10曲。
- Chapter S SYMPHONY
  - バージョン4.5.0から有料で、バージョン7.0.0から無料で解禁されたチャプター。クラシック音楽をアレンジした楽曲が集まっている。通常楽曲のみの全10曲。
- Chapter K KNIGHT
  - バージョン6.0.0から有料で、バージョン8.0.0から無料で解禁されたチャプター。全ての楽曲が一つのストーリー仕立てになっている。通常楽曲8曲+隠し曲2曲の全10曲。
- Chapter R RETRO
  - バージョン7.0.0から有料で解禁されたチャプター。ファミコンなどの頃の8bitミュージックを基調としている。通常楽曲10曲+隠し曲1曲+バージョン10.0.0で隠し曲が1曲追加され全12曲。
- Chapter T TIMELINE
  - バージョン8.0.0から有料で解禁されたチャプター。台湾の過去や現在、未来を辿るようなストーリー仕立てになっている。通常楽曲のみの全10曲。
- Chapter D DEEMO
  - バージョン9.0.0から有料で解禁されたチャプター。Deemoに収録されている楽曲を移植。通常楽曲+バージョン10.0.0で隠し曲が1曲追加され全11曲。
- Chapter L L
  - バージョン9.0.0から有料で解禁されたチャプター。Chapter VII内の楽曲「L」の世界観を、作曲者のIceが展開したチャプター。通常楽曲8曲+隠し曲2曲の全10曲。さらにバージョン9.1.0でこのチャプター内全ての曲が新譜面となり、これまでの譜面が裏譜面となった。
- Chapter N NIGHT KEEPERS
  - バージョン10.0.0から有料で解禁されたチャプター。音楽グループNight Keepersとのコラボレーション。通常楽曲のみの全8曲。
- Chapter M MILLION
  - バージョン8.0.0から無料で解禁されたチャプター。これまでの収録曲のリミックスとなっている。通常楽曲10曲+隠し曲１曲+タイトル曲の全12曲。

## 100万ダウンロード計画
2012年8月にスタートし、2015年7月に完了したプロジェクト。iOS版・Android版の累計ダウンロード数に応じて、様々な要素がアップデートによって解禁された。
なお、以下には便宜上「達成」と示すが、実際には「目的のダウンロード数を達成したことで、プロジェクトに沿った内容がアップデートされた月」のことを示すので注意。
- 10万ダウンロード
  - 2013年2月達成。Chapter IVを無料解禁。Chapter VとVIを有料解禁。
- 20万ダウンロード
  - 2013年8月達成。Chapter Vを無料解禁。Chapter VIIとVIIIを有料解禁。
- 30万ダウンロード
  - 2013年11月達成。Chapter VIを無料解禁。Chapter Sを有料解禁。
- 40万ダウンロード
  - 2014年1月達成。Chapter VIIを無料解禁。Chapter IXとXを有料解禁。
- 50万ダウンロード
  - 2014年7月達成。Chapter VIIIを無料解禁。Chapter Kを有料解禁。さらに各チャプターの表題曲を追加。
- 60万ダウンロード
  - 2014年9月達成。Chapter IXを無料解禁。
- 80万ダウンロード
  - 2014年12月達成。70万ダウンロード達成と兼ねて、Chapter XとSを無料解禁。
- 100万ダウンロード
  - 2015年7月達成。「90万ダウンロード達成」としてChapter Kを無料解禁。「100万ダウンロード達成」としてChapter Mを無料解禁。

## Cytus Lambda
『Cytus Lambda』（サイタス ラムダ）は、Rayarkより2013年6月26日に発売されたPlayStation Mobile専用の音楽ゲーム。2015年に同サービスが終了したため現在は購入不可。
基本的なシステムは『Cytus』と同じだが、以下のような違いがある。
- オープニング曲が「LOOM」から「THE LOST」に変更。
- 一旦購入すれば、追加で課金することなく全てのチャプターがプレイ可能。
- 限定チャプター「LIVE」の追加。なお、このチャプターは、PlayStation Mobileのサービス終了後『Cytus』に「PROLOGUE」という名前で移植された。
- ノートやエフェクトの細部の変更。
- Android版の収録チャプターは「Chapter K」まで（サポートが2014年8月で終了したことによる）[6]。

## Cytus Ω
『Cytus Ω』（サイタス オメガ）は日本のゲーム会社・カプコンとRayarkが共同開発し稼働が予定されていたアーケード向け音楽ゲーム。キャッチフレーズは「新たな世界。受け継がれる記憶（ミュージック）。」
2015年2月14日の「ジャパンアミューズメントエキスポ」（JAEPO）2日目のカプコンブースにて製作が発表され、同時に筐体も披露された。
2015年7月11日・7月12日と同年11月21日から11月23日には東京・吉祥寺で、2016年1月29日から2月7日にはラウンドワン梅田店でロケテストが開催された。
JAEPO2016の開催時点では2016年夏の稼働を予定していたが、諸事情により稼働日が未定となった。
ロケテスト段階での、オリジナル版からの変更点は以下の通り。
- オリジナル版の楽曲以外に、アーケード版のみの新曲も収録。さらに、J-POPなどの版権曲も収録。
- 難易度は3段階から選べ、16段階のレベルに分かれている。
- 新ノート「フリック」が登場。ラインと重なった時に、ノートから出ている矢印の方向に指を動かす。
- 特定の楽曲をクリアすることで、選曲画面に表示される「背景」を手に入れられ、随時変更できる。
- セガ・インタラクティブのAime並びにバンダイナムコエンターテインメント（現：バンダイナムコアミューズメント）のバナパスポートカードに対応。

2018年3月30日、カプコンの公式サイトにて開発中止が発表され、稼働には至らなかった。

### ストーリー
大災害により死滅したとされていた人類は、「Cytus」に保存されていた記憶とOperatorsにより復活し、Operatorに保管されていた記憶を基に、アンドロイドと共存する形で、世界を復興させた。その一方で、Cytus自体は、最重要機密として扱われ、アクセスできる者が限られていた。
ある日、主人公は記憶を失った状態で目を覚ます。人影を目にした主人公はそれを追いかけてみると、Cytusという端末にたどり着いた。
そして、主人公はCytusにアクセスし、そこに保管された音楽と触れ合ううちに、徐々に自分の記憶をよみがえらせていった。

## Cytus α
『Cytus α』（サイタス アルファ）は、フライハイワークスより2019年4月25日に発売されたNintendo Switch用音楽ゲーム。
『Cytus』を基にした内容だが、Nintendo Switch向けにUIが一新され、インターネットを介して楽曲のスコアを他のユーザーと競う要素が新たに追加された。また、2018年に開発中止となったアーケードゲーム『Cytus Ω』に収録予定だった楽曲が「Chapter Ω」として収録されている。
パッケージ版の予約特典には、「Chapter Ω」の楽曲を収録した音楽CDが付属している。

## サウンドトラック
サウンドトラックはインターネット配信のみで発売されている。
- Cytus-Prologue-
  - 2012年4月1日発売。Chapter1から3までの楽曲をメインに収録。
- Cytus-Alive-
  - 2012年8月20日発売。各チャプターの表題曲を収録。
- Cytus-Hidesight-
  - 2013年12月10日発売。Chapter4・5の楽曲をメインに収録。
- Cytus-Chapter S-
  - 2015年9月21日発売。Chapter Sの楽曲を収録。